# Abfindung (französisches Arbeitsrecht)
Wie auch im deutschen Arbeitsrecht versteht man im französischen Arbeitsrecht unter einer Abfindung (indemnité de licenciement) eine einmalige Geldzahlung des Arbeitgebers an den Arbeitnehmer, die aus Anlass der Beendigung des Arbeitsverhältnisses geleistet wird.

## Arbeitsrecht

### Allgemeine Abfindungen

#### Indemnité de licenciement (Kündigungsabfindung)
Grundsätzlich hat jeder Arbeitnehmer mit Normalarbeitsverhältnis und einem ununterbrochenen Dienstalter von mindestens acht Monaten, außer in Fällen der außerordentlichen Kündigung (licenciement pour faute) Anspruch auf eine Abfindung (art. 1234-9, al. 1 C. trav.).
Die Höhe der Abfindung bestimmt sich anhand des letzten Bruttolohns, den der Arbeitnehmer vor der Kündigung erhielt, art. 1234-9, al. 2 C. trav. Für die ersten zehn Dienstjahre beträgt sie 1/4 des letzten Bruttolohns pro Dienstjahr bzw. ab dem 11. Dienstjahr 1/3 des letzten Bruttolohns pro Dienstjahr, wobei auch die Dienstmonate angerechnet werden art. R. 1234-2 C. trav. Sie würde sich also beispielsweise für einen Arbeitnehmer mit einem Buttolohn von 1.500 € pro Monat und einer Dienstzeit von 12 Jahren und 9 Monaten hätte wie folgt berechnen: [(1.500 € x 1/4) x 10] + [(1.500 € x 1/3) x 2] + [(1.500€ x 1/3) x (9/12)] = 5.125 €.
Ist das Arbeitsverhältnis zeitweise suspendiert, gilt dies nicht als Unterbrechung des Dienstalters, art. 1234-11, al. 1 C. trav. Soweit Gesetz, Tarifvertrag, Betriebsvereinbarung oder Arbeitsvertrag allerdings Vorteile an das Dienstalter knüpfen, werden die Zeiten der Suspendierung nicht in das Dienstalter miteinberechnet, art. 1234-11, al. 2 C. trav. Dazu bildet art. L. 1226-7, al. 3 C. trav. allerdings im Falle der Suspendierung des Arbeitsverhältnisses nach einem Arbeitsunfall die Ausnahme.
Laut art. 1234-10 C. trav. befreit die Betriebsaufgabe den Arbeitgeber nicht von der Zahlung der Abfindung. Ausnahmen bilden gem. art. 1234-12 C. trav. nur Fälle höherer Gewalt (force majeure).

#### Indemnité de préavis (Kündigungsfristabfindung)
Bei ordentlichen Kündigungen hat der Arbeitgeber grundsätzlich zusätzlich die Pflicht, den Arbeitnehmer je nach Dienstalter ab Zustellung des Kündigungsschreibens (vgl. art. 1234-3 C. trav.) für eine gewisse Zeit weiterzubeschäftigen und ihm in Form einer Abfindung den Lohn zu zahlen, den er bei gewöhnlicher Fortsetzung des Arbeitsverhältnisses in dieser Zeit erhalten hätte (sog. indemnité de préavis), art. L. 1234-1 C. trav.
Die Weiterbeschäftigungspflicht beträgt einen Monat für Arbeitnehmer mit einem Dienstalter zwischen sechs Monaten und zwei Jahren bzw. zwei Monate für solche mit einem Dienstalter von mehr als zwei Jahren, art. L. 1234-1, al. 3 et 4 (2° et 3°) C. trav. Für die Berechnung des Dienstalters sieht art. L. 1234-8 C. trav. die der indemnité de licenciement zugrunde liegenden entsprechenden Grundsätze vor (keine Unterbrechung durch Suspension, keine Miteinberechnung der Suspensionszeit). Tarifvertrag, Betriebsvereinbarung, Arbeitsvertrag oder betriebliche Übung dürfen im Rahmen der von art. L. 1234-1 C. trav. festgelegten Dienstzeitenkategorien eine günstigere (längere) Weiterbeschäftigungspflicht vorsehen, vgl. art. L. 1234-2 C. trav.
Im Gegenzug muss der Arbeitnehmer jedoch während dieser Frist weiterarbeiten, um Anspruch auf die indemnité de préavis zu haben, arg e contrario aus art. L. 1234-5, al. 1 C. trav. Solange ihm für die Nichterbringung der Arbeitsleistung während dieser Frist jedoch kein Verschulden zukommt, hat er Anspruch auf eine Ausgleichabfindung (indemnité compensatrice de préavis). Beispiele dafür sind der Verzicht des Arbeitgebers (sog. dispense,art. L. 1234-5, al. 2 C. trav.) oder ein wegen eines Arbeitsunfalls berufsunfähig gewordener Arbeitnehmer (art. L. 1226-14, al. 1 C. trav.).
Auch hier befreit die Betriebsaufgabe den Arbeitgeber nicht von der Zahlung und Ausführung der Kündigungsfristabfindung, art. L. 1234-7 C. trav. Ausnahmen bilden gem. art. 1234-12 C. trav. nur Fälle höherer Gewalt (force majeure).

### Spezielle Abfindungen
Neben der allgemeinen Abfindung sieht das französische Arbeitsrecht noch weitere spezielle Abfindungen vor. So erhält der wegen eines Arbeitsunfalls berufsunfähig gewordene Arbeitnehmer grundsätzlich, soweit ein Tarifvertrag oder eine Betriebsvereinbarung nichts günstigeres vorsehen, eine spezielle Abfindung (indemnité spéciale de licenciement), die das Doppelte der allgemeinen Kündigungsabfindung beträgt, art. L. 1226-14, al. 1, L. 1234-9 C. trav.

## Sozialversicherungsrecht
Umfassende Befreiungen der gezahlten Abfindung von den Kassenbeiträgen finden sich in art. L. 242-1 C. séc. soc..

## Steuerrecht
Gem. art. 80 duodecies CGI gilt ein Großteil der Abfindungen nicht als zu versteuerndes Einkommen.